# Basilique Marie-Reine-des-Apôtres de Mvolyé
La basilique mineure Marie-Reine-des-Apôtres de Mvolyé se situe au Cameroun, à la sortie sud de Yaoundé sur la colline de Mvolyé. La proclamation a été faite par le légat pontifical, le cardinal Jean-Louis Tauran, au nom du pape Benoît XVI le 10 décembre 2006.

## Historique
Les origines remontent au 13 février 1901 lorsque des missionnaires catholiques (les Pallotins) foulèrent le sol du Mfoundi pour la première fois. Il y avait parmi eux le père Heinrich Vieter, le frère Jean Jager et plusieurs autres venant d’Allemagne.
En arrivant à Yaoundé, ils commencent l’œuvre d’évangélisation avec la construction de nombreux édifices. Accueilli par le chef Essomba Mebe qui lui donne un terrain sur la colline de Mvolyé, le père Vieter décide d’y implanter la première mission catholique de Yaoundé. Le 22 janvier 1905, Monseigneur Vieter devient le premier évêque du Cameroun et la mission de Mvolyé devient le siège du vicariat apostolique du Cameroun. Monseigneur Vieter meurt le 7 novembre 1914. Il est inhumé au cimetière de Mvolyé.
Les années 1923 à 1927 voient la construction de la cathédrale de Mvolyé dédiée au Saint-Esprit. Menaçant de tomber en ruines, elle sera détruite début 1990 sur instruction de Monseigneur Jean Zoa, premier évêque camerounais de Yaoundé, pour y construire un sanctuaire marial. La première pierre est posée le 15 août 1990. Celui-ci devint la basilique Marie-Reine-des-Apôtres le 10 décembre 2006 en présence du cardinal Jean-Louis Tauran, légat du pape Benoît XVI.

## Description

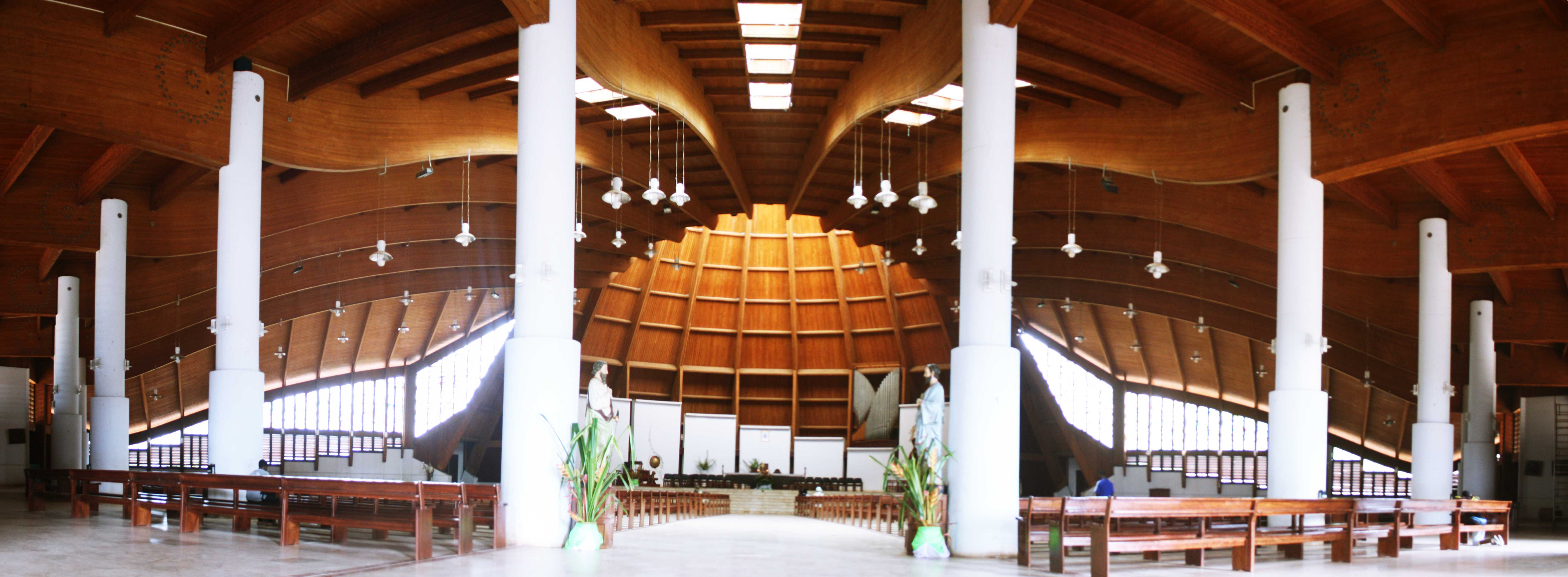
Intérieur de la basilique Marie-Reine-des-Apôtres de Mvolyé.

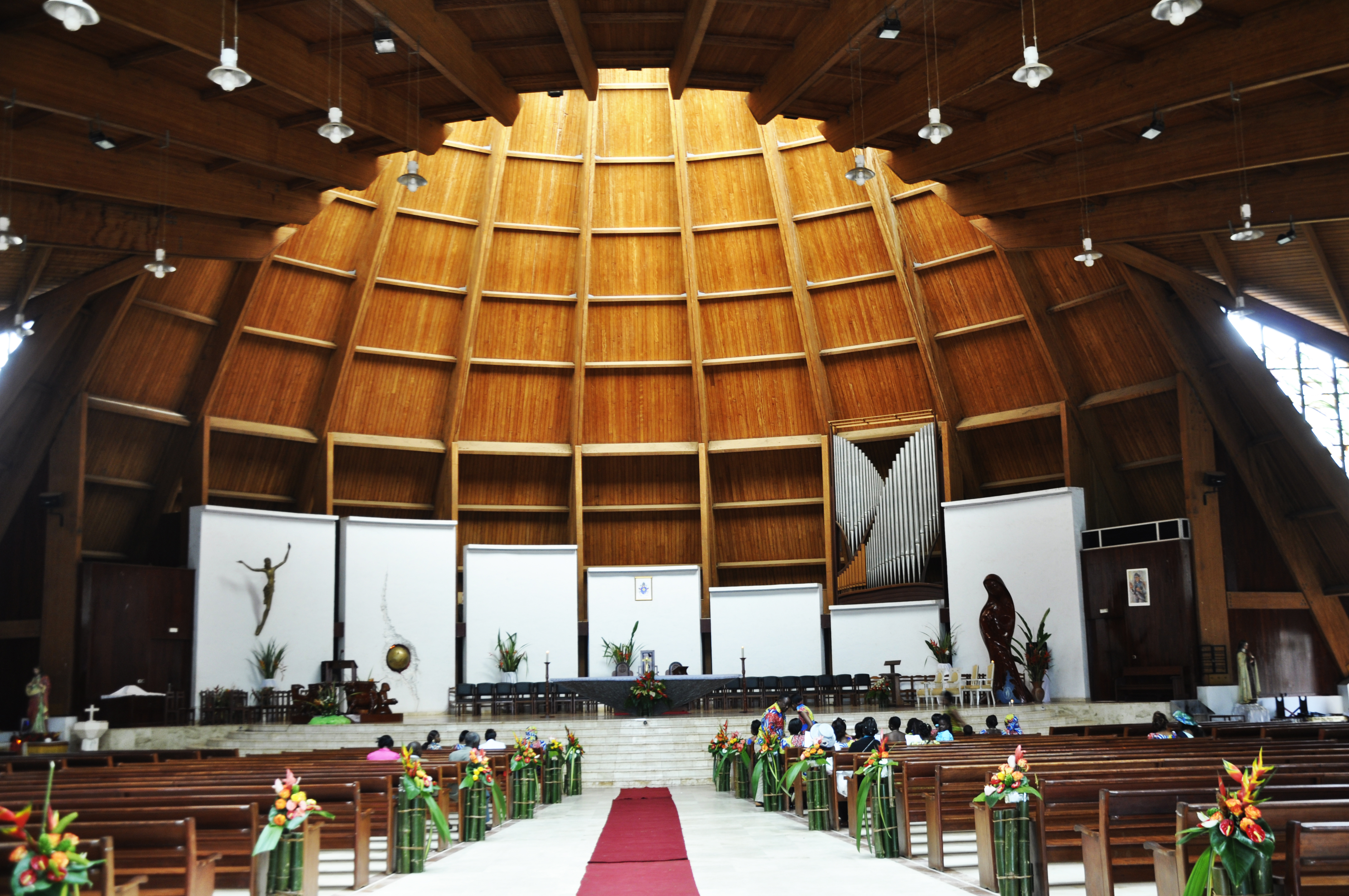
Intérieur de la basilique Marie-Reine-des-Apôtres de Mvolye.

Bâtie sur douze colonnes représentant les douze apôtres, la basilique a une hauteur de 32 mètres et une largeur de 75 mètres. Elle a une capacité d’accueil de près de 4 000 places assises. Sa construction est faite d’un subtil mélange de pierre, de métal et de bois (bubinga et moabi) grâce à la collaboration du savoir-faire des différentes ethnies du Cameroun. Elle abrite des tableaux extérieurs représentant les sacrements réalisés avec la collaboration du centre Nina de Mbalmayo. Les vitraux aux couleurs pastels et lumineuses sont une fresque de 100 m2 du peintre verrier Henri Guérin. La Vierge noire (3,50 m de hauteur) est sculptée dans le bois de l’arbre sacré de Nkong Ondoa et l’autel taillé en forme de jeton du jeu d'abbia dans le granit à Akok Bekoé. Le Christ et le tabernacle sont réalisés en bronze avec les techniques Bamoun.

## Visite du pape
En 2009, le pape Benoît XVI qui a passé quatre jours de visite à Yaoundé, y a prononcé les vêpres le 18 mars 2009.

### Bibliographie

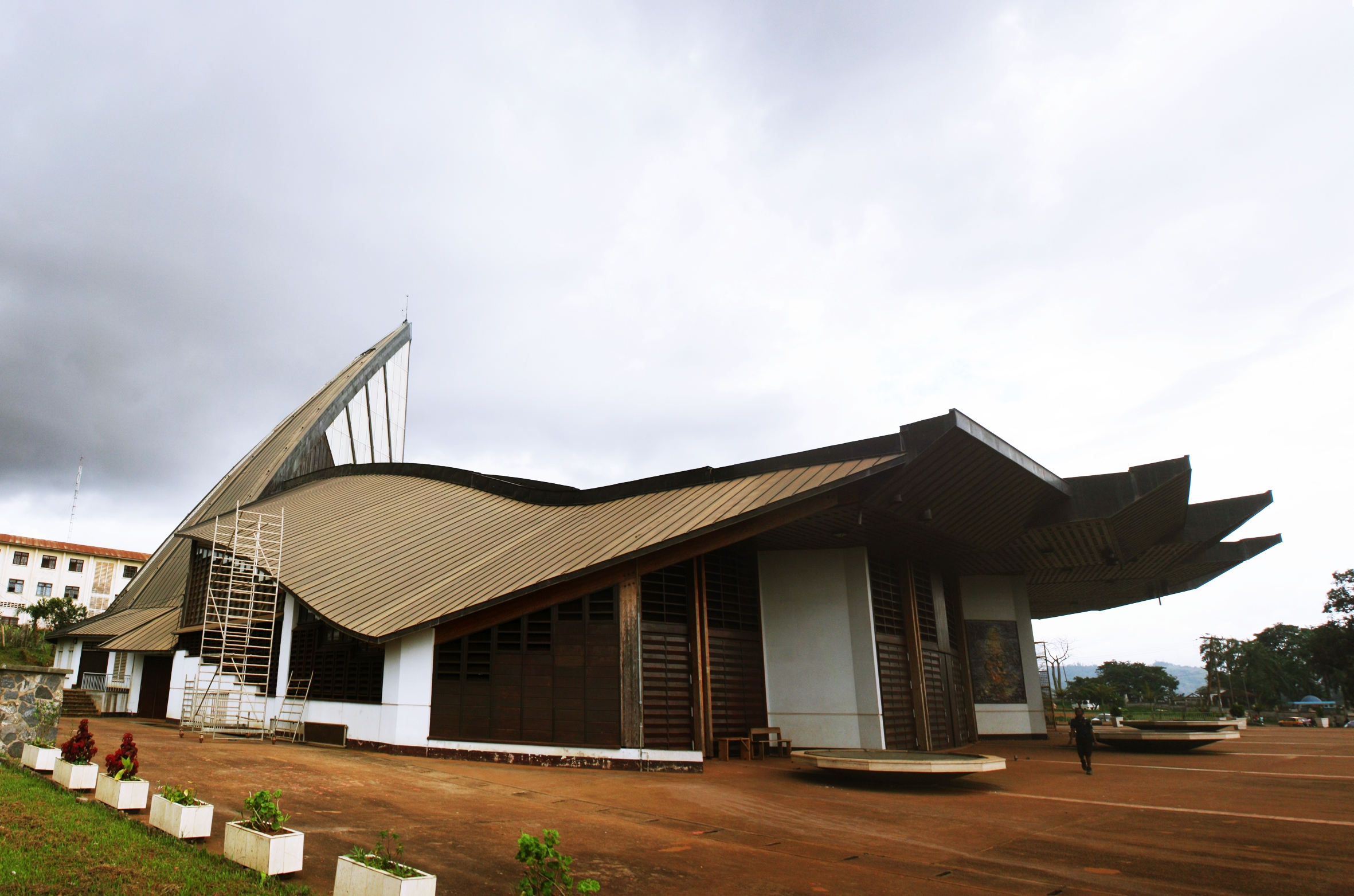
Basilique Marie-Reine-des-Apôtres de Mvolyé

### Liens externes

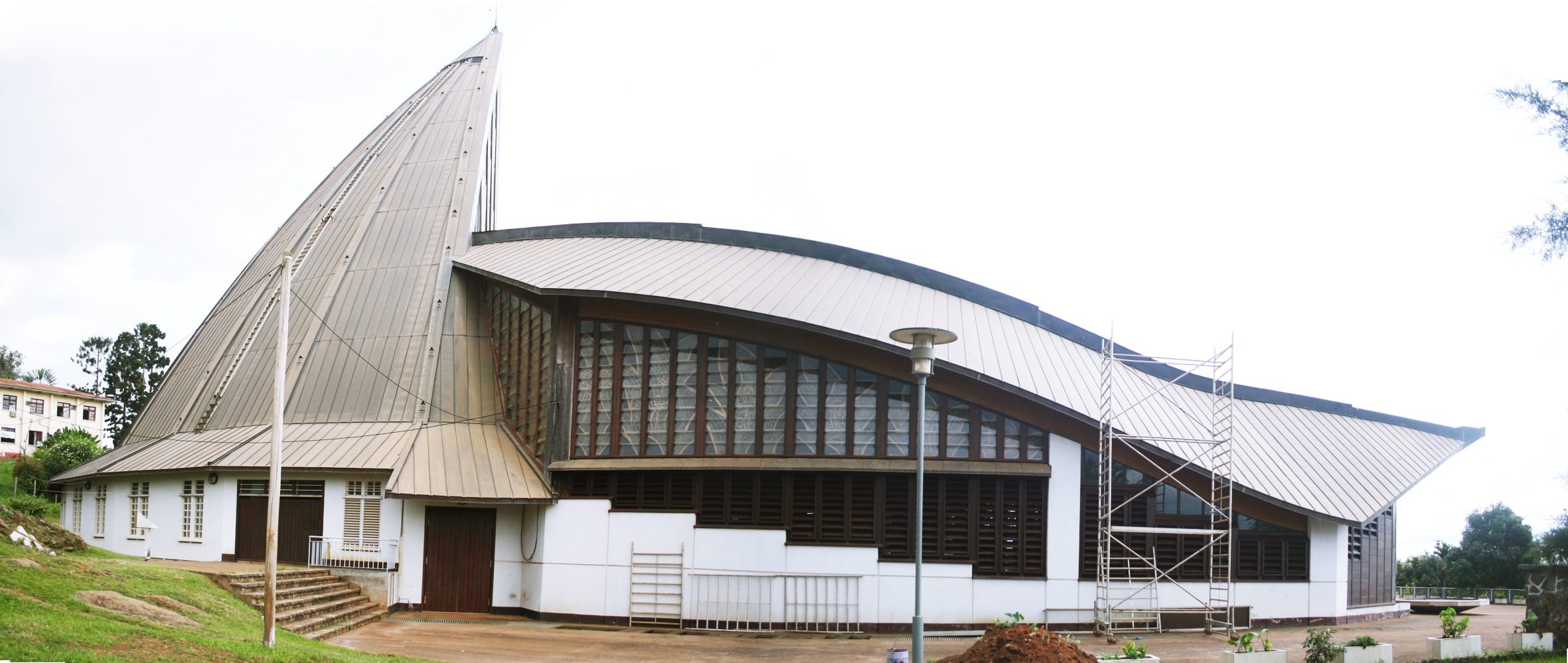
Basilique Marie-Reine-des-Apôtres de Mvolyé